# Chess.com
Chess.com là một Internet chess server, trang web tin tức và trang web mạng xã hội. Chess.com có mô hình freemium, trong đó một số tính năng có sẵn miễn phí và một số tính năng khác lại có phí. Trên Chess.com, người dùng có thể chơi cờ vua trực tuyến với những người dùng khác, với một số biến thể cờ vua có sẵn. Chess.com cung cấp chess engine, phân tích máy tính, cờ vua máy tính, câu đố cờ vua và tài nguyên giảng dạy.

## Lịch sử
1995: Tên miền Chess.com ban đầu được thành lập bởi Aficionado, một công ty có trụ sở tại Berkeley, California, để bán một phần mềm dạy kèm cờ vua có tên "Chess Mentor".
2005: Doanh nhân Internet Erik Allebest và đối tác Jarom ("Jay") Severson mua tên miền và tập hợp một nhóm các nhà phát triển phần mềm để phát triển trang web.
2007: Trang web được khởi động lại. Trang web đã được quảng cáo rất nhiều thông qua phương tiện truyền thông xã hội.
2009: Chess.com đã thông báo về việc tiếp quản một trang mạng xã hội cờ vua tương tự, Chesspark.com. Những người sáng lập Chesspark là Jack Moffitt và Brian Zisk đã chuyển sang làm việc cho một công ty khởi nghiệp tìm kiếm trên web.
Tháng 11 năm 2013: Chess.com đã mua trang web tin tức cờ vua có trụ sở tại Amsterdam, trang web cung cấp thông tin về các giải đấu cờ vua. Nó được thành lập và sở hữu bởi nhà báo người Hà Lan Peter Doggers vào tháng 2 năm 2006.
2014: Trang web thông báo rằng hơn một tỷ ván cờ đã được chơi trên trang web, bao gồm cả 100 triệu ván cờ qua thư.
Tháng 1 năm 2016: Chess.com đã công bố phiên bản thứ 3, sau cuộc đại tu kéo dài hai năm đối với giao diện trước của nó. Trang web đã giới thiệu các tính năng mới bao gồm máy tính phân tích các trò chơi và các biến thể cờ vua như Crazyhouse, Three-house, King of the Hill, Chess960 và Bughouse.
Tháng 6 năm 2017: Ván cờ thứ 2,147,483,647 đã được chơi, khiến ứng dụng iOS ngừng hoạt động đối với những thiết bị Apple 32 bit. Điều này xảy ra do số quá lớn để được thể hiện bằng số bit lưu trữ đã được sử dụng.
Tháng 5 năm 2018: Chess.com thông báo rằng họ đã mua máy tính có hệ số Elo 3300+ Komodo, sau đó xếp thứ 3 sau Stockfish và Houdini.
Tháng 11 năm 2020: Chess.com đã mua quyền phát sóng Giải vô địch cờ vua thế giới 2021, được phát sóng trên nền tảng phát trực tiếp Twitch.

## Công ty con

### ChessKid.com
Chess.com cũng sở hữu công ty con là ChessKid.com cho người chơi cờ vua ở mọi lứa tuổi. ChessKid tập trung vào một môi trường thân thiện với trẻ em nhằm cải thiện cờ vua cho người mới bắt đầu đến người chơi có trình độ.